# Odontognophos vindobonica
Odontognophos vindobonica är en fjärilsart som beskrevs av András Vojnits 1967. Odontognophos vindobonica ingår i släktet Odontognophos och familjen mätare. Inga underarter finns listade i Catalogue of Life.